# 송정해수욕장 (강릉시)
송정 해수욕장(松亭 海水浴場) 또는 송정 해변(松亭 海邊, Songjeong Beach)은 강원특별자치도 강릉시 송정동에 있는 해변이다.

## 사진

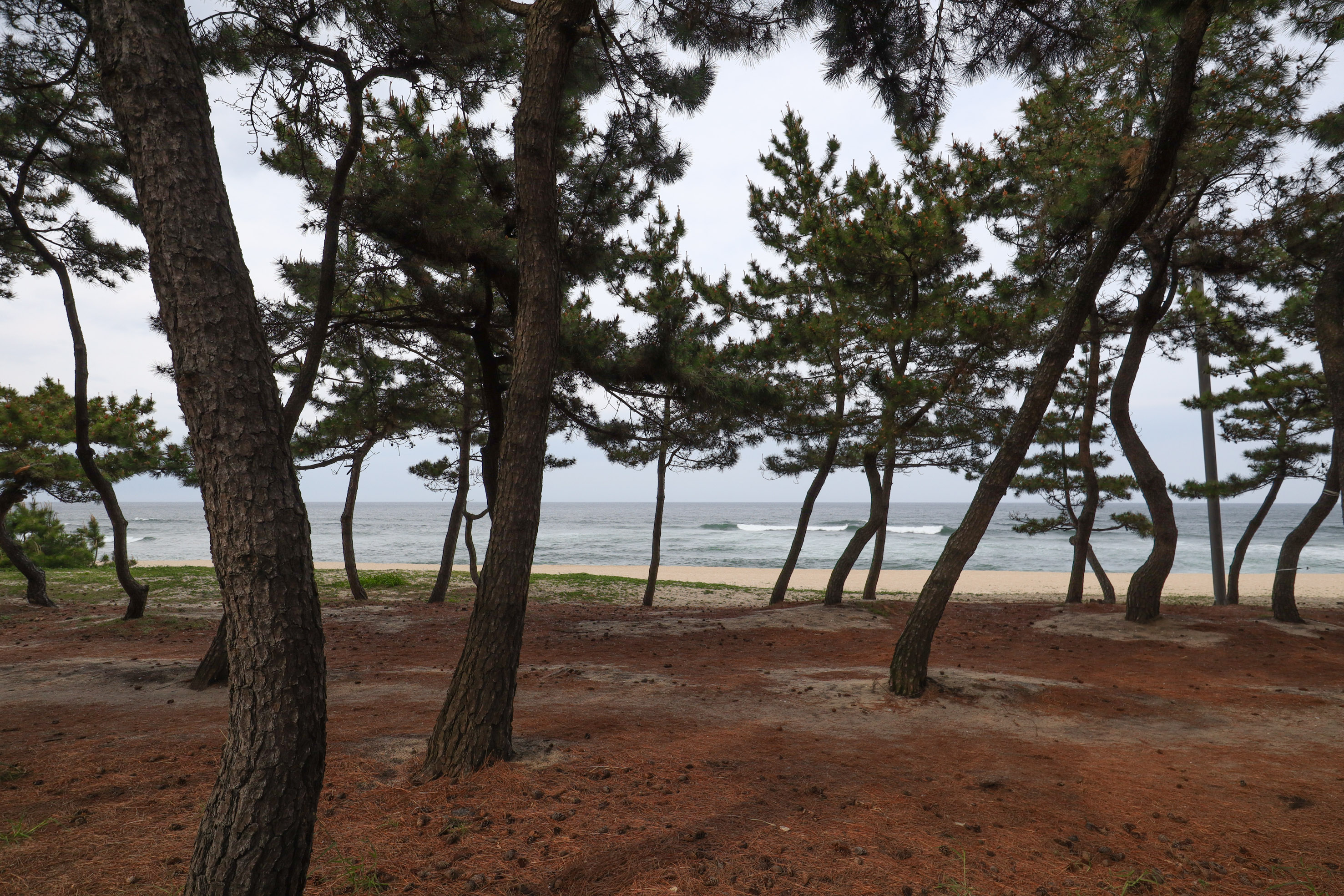
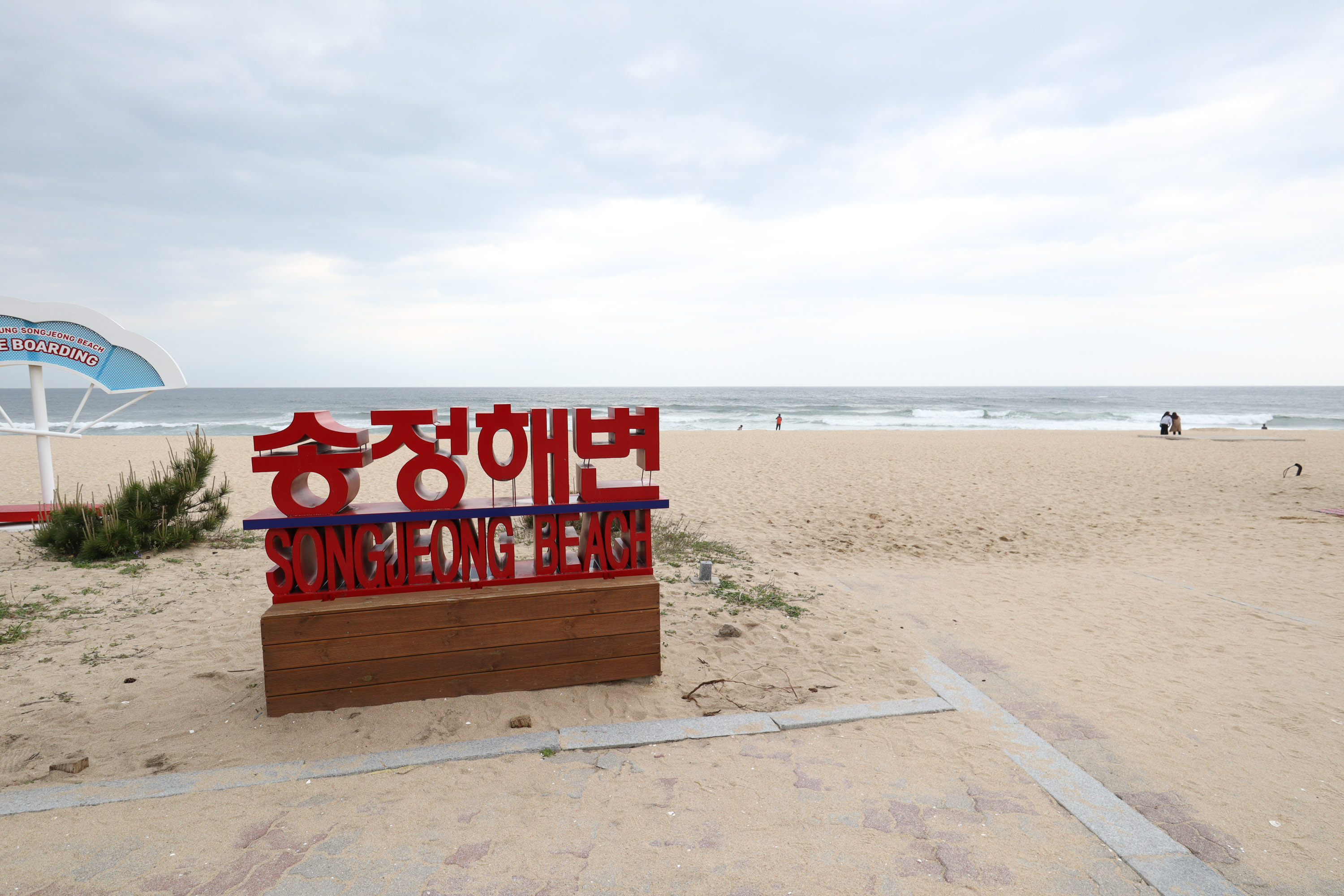
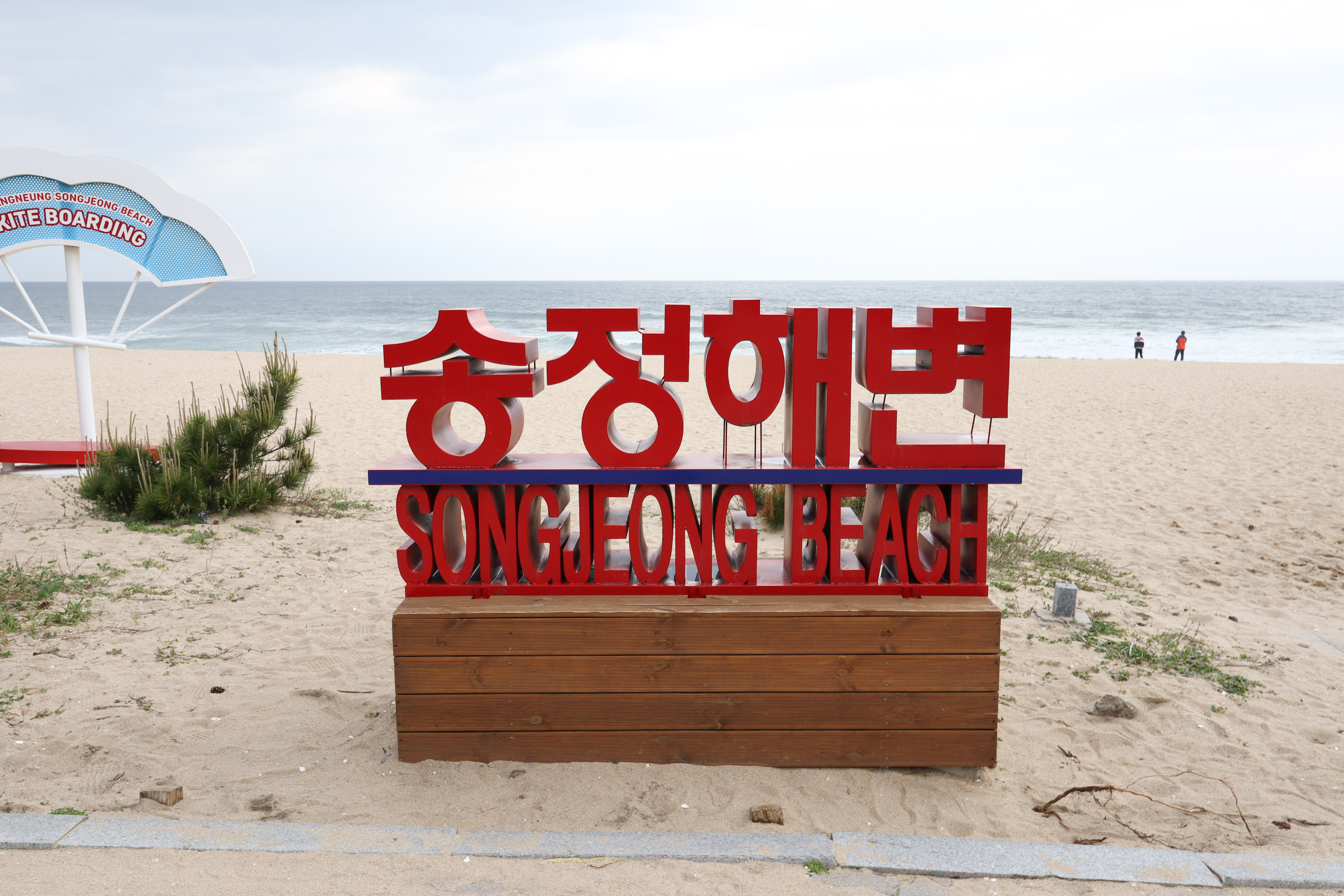
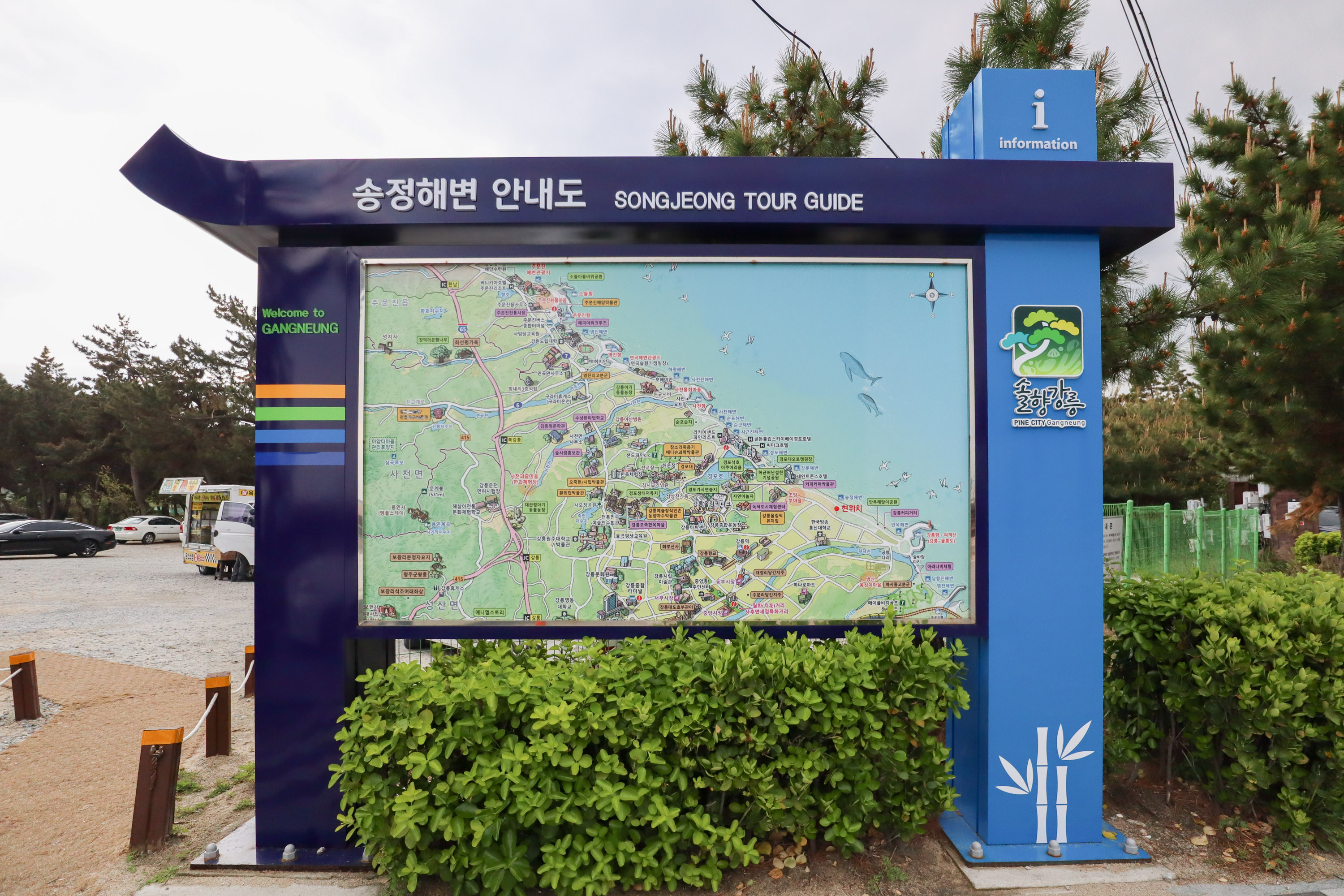

## 현황
강원특별자치도 강릉시 송정동에 있으며 강문해변, 안목해변과 맞닿아 있다. 백사장 규모는 길이 700m, 총 면적 28,000㎡이다. 해변 뒤편에 넓은 소나무숲이 조성되어 있으며, 해안 바깥쪽으로 경포까지 이어지는 해안도로가 있다. 이곳 해변에는 해안경비용 철책이 설치되어 있어 제한적으로 입장이 허용되며 출입 가능한 운영시간은 오전 6시부터 저녁 12시(자정)까지이다.